# Luật hành chính
Luật hành chính là bộ phận luật pháp quản lí hoạt động của các cơ quan hành chính của chính quyền. 
Hoạt động của cơ quan chính phủ có thể bao gồm việc hoạch định chính sách, xét xử, hoặc thực hiện một chương trình nghị sự về quản lý cụ thể. Luật hành chính được coi là một nhánh của luật công. Là một bộ phận luật pháp, luật hành chính liên quan đến việc ra quyết định các đơn vị hành chính của chính phủ (ví dụ tòa án, ban hoặc ủy ban) thuộc một chương trình quy định quốc gia trong các lĩnh vực như luật cảnh sát, thương mại quốc tế, sản xuất, Môi trường, thuế, phát thanh, nhập cư và vận tải. Luật hành chính đã mở rộng rất nhiều trong thế kỷ 20, khi các cơ quan lập pháp khắp thế giới đã tạo ra nhiều cơ quan của chính phủ để điều chỉnh các lĩnh vực xã hội, kinh tế và chính trị trong tương tác của con người.
Các quốc gia luật dân sự thường có các tòa án đặc biệt, các tòa hành chính, xem xét các quyết định này.

## Ở các quốc gia dân luật
Luật hành chính của Ukraina đặc trưng bởi: (1) một nhánh của luật pháp; (2) khoa học; (3) kỉ luật.